# Stigmidium petri
Stigmidium petri är en lavart som beskrevs av Hafellner 2008. Stigmidium petri ingår i släktet Stigmidium och familjen Mycosphaerellaceae.   Inga underarter finns listade i Catalogue of Life.